# Pariana ovalifolia
Pariana ovalifolia är en gräsart som beskrevs av Jason Richard Swallen. Pariana ovalifolia ingår i släktet Pariana och familjen gräs. Inga underarter finns listade i Catalogue of Life.